# Camp Peary
Camp Peary est une réserve militaire américaine d'environ 3642 hectares située dans le comté de York, près de Williamsburg, en Virginie. Officiellement utilisé pour des activités de formation expérimentale des forces armées (AFETA) sous l'autorité du département de la Défense, Camp Peary héberge un centre de formation secret de la CIA appelé "The Farm", qui est utilisé pour former des officiers de la Direction des opérations de la CIA, ainsi que ceux du Defense Clandestine Service de la DIA. Camp Peary a un site similaire en Caroline du Nord, "The Point", situé à Hertford.
Porto Bello (en), le pavillon de chasse historique de Lord Dunmore, dernier gouverneur royal de Virginie, est inscrit au registre national des lieux historiques et se trouve sur le terrain de Camp Peary.

## Emplacement
Le site comprend 3753 hectares de terres, dont environ 3237 hectares ne sont pas transformées ou ne l’ont été que partiellement. Les 40 hectares du Biglers Millpond occupent le site adjacent à la rivière York. Il est fermé au public depuis 1951 et reste extrêmement restreint à ce jour.
La majorité de Camp Peary est située dans le comté de York, bien qu'une petite partie de la réserve située près du ruisseau Skimino, à l'extrémité ouest, se trouve dans le comté de James City..

## Seconde guerre mondiale, délocalisations des habitants

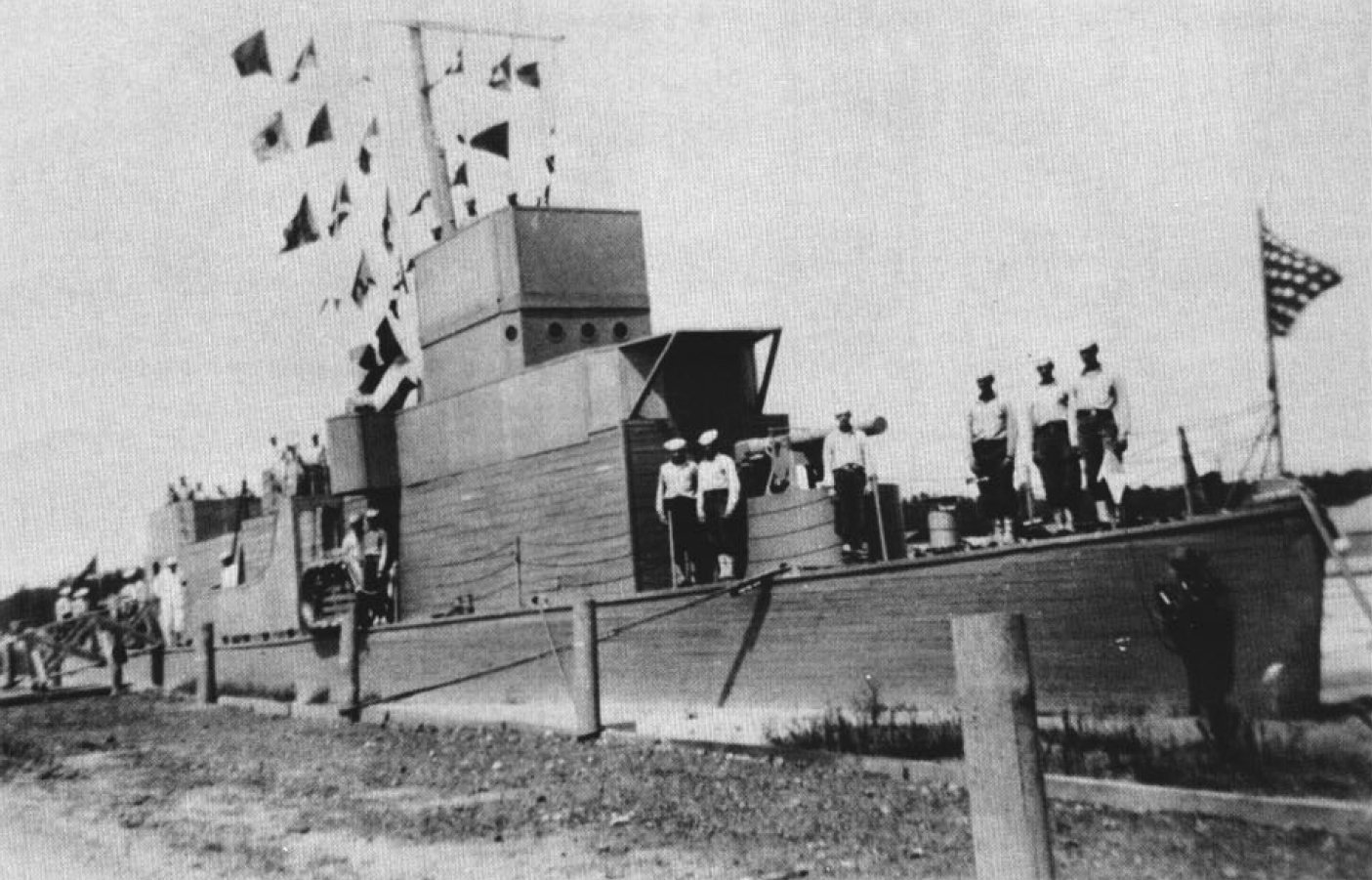
"Miss Never Sail": maquette en bois d'une escorte de destroyer située sur le camp Peary et utilisée pour l'entraînement en 1945.

Au cours de la Seconde Guerre mondiale, à compter de 1942, la marine des États-Unis s’est emparée d’une vaste zone du côté nord de la péninsule de Virginie, dans le comté de York, en Virginie, connue sous le nom de Camp Peary, qui devait initialement servir de base d’entraînement au Seabee.
Dans le cadre du processus de conversion de la propriété en une réserve militaire, tous les résidents des villes entières de Magruder et de Bigler's Mill ont dû quitter les lieux. La ville de Magruder était une communauté afro-américaine traditionnelle, créée pour les affranchis après la guerre de sécession. Elle avait été nommée en l'honneur du général confédéré John B. Magruder. Un hôpital de campagne de la guerre civile occupait le site de Bigler's Mill près de la rivière York.
Bien que les tombes du cimetière de l'église n'aient pas été déplacées, de nombreux résidents et l'église baptiste locale de Mount Gilead ont été relogés dans la communauté de Grove (en), située sur la Route 60 dans le comté adjacent de James City, à quelques kilomètres de là, où plusieurs résidents déplacés d'une région proche de Lackey, connue simplement sous le nom de "The Reservation", avait précédemment été déplacée dans des circonstances similaires au cours de la Première Guerre mondiale, lors de la création de ce qui est maintenant la Naval Weapons Station Yorktown .

### Entraînement Seabee
Les premières recrues du Seabee de la Seconde Guerre mondiale étaient les hommes qui ont aidé à construire le Barrage Hoover, les autoroutes américaines et les gratte-ciel de New York. Dans les centres de formation en construction navale et les dépôts de base avancés établis sur les côtes de l’Atlantique et du Pacifique, les Seabees apprenaient la discipline militaire et l’utilisation des armes légères.
Au cours de la formation Seabee, le capitaine J.G. Ware élevait des porcs sur la propriété, alors les recrues ont appelé lieu : la ferme de porc du Capt. Wares. À l'origine, la ferme porcine était au centre des choses, mais les hommes enrôlés se sont plaints du fait que les porcs étaient sur les hauteurs alors qu'eux étaient dans la boue. Les porcs ont été déplacés au bord du camp, mais toujours dans les limites de la réserve du gouvernement.
Au début de la guerre, les Seabees avaient reçu un entraînement préliminaire dans diverses stations d’entraînement navales du pays. En Virginie, après trois semaines d’entraînement au Camp Allen, puis à son successeur, le Camp Peary, les Seabees ont été transformés en bataillons de construction ou autres types d’unités de construction. Bientôt, cependant, une autre mission avait été identifiée pour le camp Peary. Toutes les formations préliminaires et avancées spécialisées pour Seabees ont été modifiées pour se dérouler au Camp Allen et au Camp Bradford à Norfolk, en Virginie, où les deux font partie intégrante de la base navale.

### Prisonniers de guerre allemands
La mission de Camp Peary a changé au fil de la guerre et un nouveau besoin s’est présenté à la marine américaine. Il est devenu une palissade pour les prisonniers de guerre allemands spéciaux.
Les prisonniers de guerre gardés au camp Peary n'étaient pas du genre ordinaire, beaucoup d'entre eux étaient des membres d'équipage de sous-marins allemands capturés et de navires que les Allemands pensaient avoir perdus en mer avec des équipages présumés morts. Il était important que les autorités allemandes ne soient pas au courant de leur capture, car le fait de le savoir signifierait que les livres de codes secrets et les machines Enigma pensés perdus en mer auraient finalement été considéré comme compromis. Apprendre que ces hommes étaient détenus comme prisonniers de guerre aurait certainement obligé les Allemands à modifier les codes secrets brisés par les briseurs de code alliés. Un secret supplémentaire était donc nécessaire. Il existe des informations sur la vie au camp et les prisonniers de guerre allemands dans les documents Herman Recht conservés par le Collège de William et Mary, une série de lettres rédigées par un employé du camp.
Un grand nombre des anciens prisonniers de guerre sont restés en Virginie et aux États-Unis après la guerre et ont été naturalisés en tant que citoyens américains.

## Utilisation après la seconde guerre mondiale
Libéré par la marine en 1946, Camp Peary est devenu une réserve forestière et de gibier de l'État de Virginie pendant cinq ans. Le réservoir qui avait été construit sur le cours supérieur de Queen's Creek pour répondre aux besoins substantiels en eau douce de Camp Peary alors qu’il s’agissait d’une base Seabee, a été cédé à la ville de Williamsburg. Le réservoir Waller Mill constitue la base du parc Waller Mill de la ville, bien que ce parc soit situé au nord de la ville, dans le comté de York.
Puis, en 1951, la marine américaine est revenue sur la propriété, sécurisant la partie nord de la route, qui était alors la route nationale 168, et a annoncé sa fermeture au public; il en a été ainsi depuis. En juin 1961, deux mois après l'invasion de la baie des Cochons, la marine annonçait l'ouverture officielle d'une nouvelle installation sur la base de Harvey Point, à Hertford, en Caroline du Nord. Un porte-parole a déclaré que les quatre branches de l'armée effectueraient des "tests et évaluations de divers matériels et équipements classifiés" sur le nouveau site. Il a ajouté qu'une partie de la formation "actuellement en cours à Camp Peary, en Virginie, sera transférée à Harvey Point".

### La ferme
Le camp Peary est connu sous le nom de "The Farm", un centre de formation géré par la Central Intelligence Agency dans le but de former les officiers clandestins de la CIA, ainsi que les officiers d'autres organisations spécialisées dans les activités clandestines, telles que la Defense Intelligence Agency. L’existence de cette installation est largement connue, mais n’a jamais été officiellement reconnue par le gouvernement américain. L'accès au Camp Peary est strictement contrôlé et tous les visiteurs de l'installation en mission officielle sont escortés à tout moment. La partie de la base de Seabee datant de la Seconde Guerre mondiale qui se trouve au nord de l’Interstate 64 est restée fermée au public depuis 1951. Cependant, les routes et de nombreuses structures de Magruder et Bigler's Mill sont toujours présentes et beaucoup sont occupées. Un aéroport doté d'une piste de 1 524 mètres a été ajouté à l'installation située à proximité du site de Bigler's Mill. Les dossiers de vol indiquent qu'au moins 11 avions qui semblent appartenir à des sociétés écrans de la CIA et qui auraient été utilisés par la CIA comme aéronef de rendition sous le couvert de vols charter, ont atterri sur cette piste.
L'ancien officier de la CIA, Bill Wagner, a suivi un cours d'interrogatoire de trois semaines à la ferme en 1970. Il affirme qu'il s'agissait du "cours de base" de l'agence et que les volontaires ont joué le rôle de sujets d'interrogatoire afin de se garantir des places dans les futures classes. Les stagiaires en formation pratiquaient des techniques telles que la privation de sommeil, des aliments délibérément altérés et des simulacres d'exécution. Selon Wagner, le cours avait été supprimé du programme de formation de la CIA après le scandale du Watergate, en raison de l'attention accrue portée aux pratiques de la CIA.

## Dans la culture populaire
- Camp Peary est présenté dans le jeu vidéo de 2002, Splinter Cell.
- Camp Peary est présenté dans le film d'espionnage de 2003, La Recrue
- Camp Peary est présenté/mentionné dans le jeu vidéo de 2013, Beyond: Two Souls.
- Camp Peary est présenté dans le roman de Patricia Cornwell publié en 1992, Et il ne restera que poussière...
- Camp Peary est présenté dans la série télévisée USA Network de 2010 à 2014, Covert Affairs.
- Camp Peary est présenté et référencé dans la deuxième saison de la série ABC, Quantico.